# 二ッ岳
二ッ岳（ふたつだけ）は、四国山地西部の石鎚山脈に属する山である。二ツ岳と表記される場合もあるが、国土地理院の地形図は「二ッ岳」と表記されている。四国百名山に選定されている。山名は二つの岩峰が相対して屹立していることによる。四国において「岳」と付く山は少ない。

## 概要
二ッ岳はその西側に聳える東赤石山と共に四国有数の岩峰であり、予讃線伊予土居駅と関川駅の中間あたりから南側方向に鋸歯状の岩峰群が望まれる。山頂東側の稜線上にはいくつもの岩峰があり、特に「鯛ノ頭」と呼ばれる山名の由来である二つの岩峰は代表格の存在で麓の土居町からも肉眼で見える。
二ッ岳の位置する石鎚山脈東部は特に法皇山脈とも呼ばれ、法皇山脈は二ッ岳より東側で高度を下げ、南側から吹き込む風の通り道となっている。春と秋に日本海低気圧が通過するとき、この法皇山脈から瀬戸内側の土居町に吹き降ろす強風はやまじ風と呼ばれる。北側山麓の土居町中ノ川登山口は現在では建物も残っていないが、かつて別子銅山から峨蔵越(1,266m)経由で運ばれる銅の中継地点として栄えた。この峨蔵越は江戸時代、別子山と瀬戸内を結ぶ重要な街道であり、銅の他、瀬戸内の魚介類を運ぶ道でもあった。
稜線上は険しい岩場が連続し、5月から6月にかけては岩場にアケボノツツジおよびシャクナゲが開花する。山頂には三等三角点、「二ツ岳」が設置されている。

## 登山ルート
四国中央市土居町から関川支流の浦山川沿いの林道を奥に入り、中ノ川登山口(標高460m)から途中に敬天ノ滝を眺めそして峨蔵越を経て岩峰の連続する稜線を西側へ縦走し山頂に至る。または嶺南の新居浜市別子山村肉淵から峨蔵林道に入り峨蔵越に至るルートもある。東赤石山から権現山(標高1,594m)およびエビラ山(標高1,677m)を経る縦走路もあるが、険しい痩せ尾根の岩稜と藪道が続く。

## ギャラリー

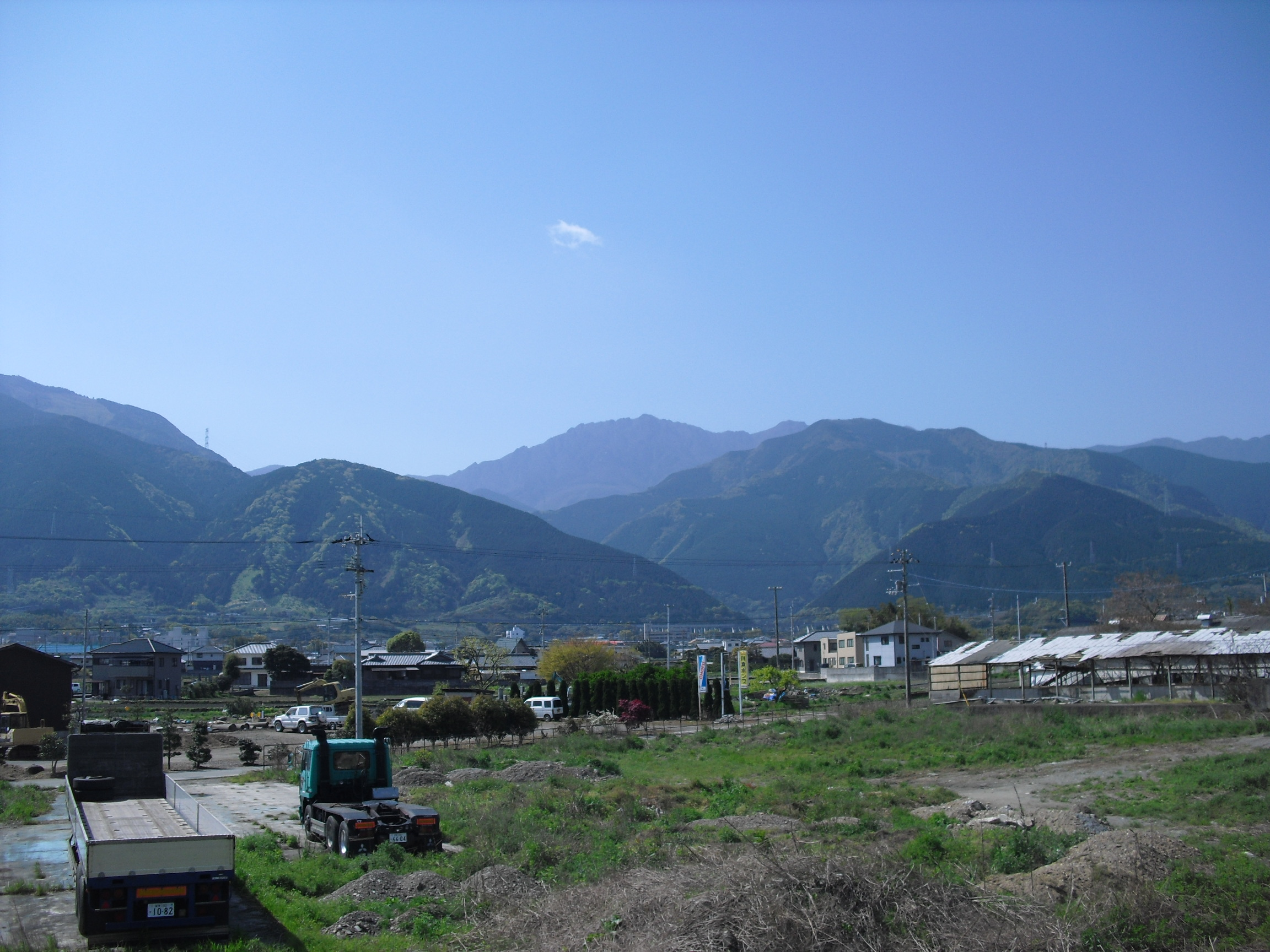
二ッ岳を北から望む 四国中央市土居町から
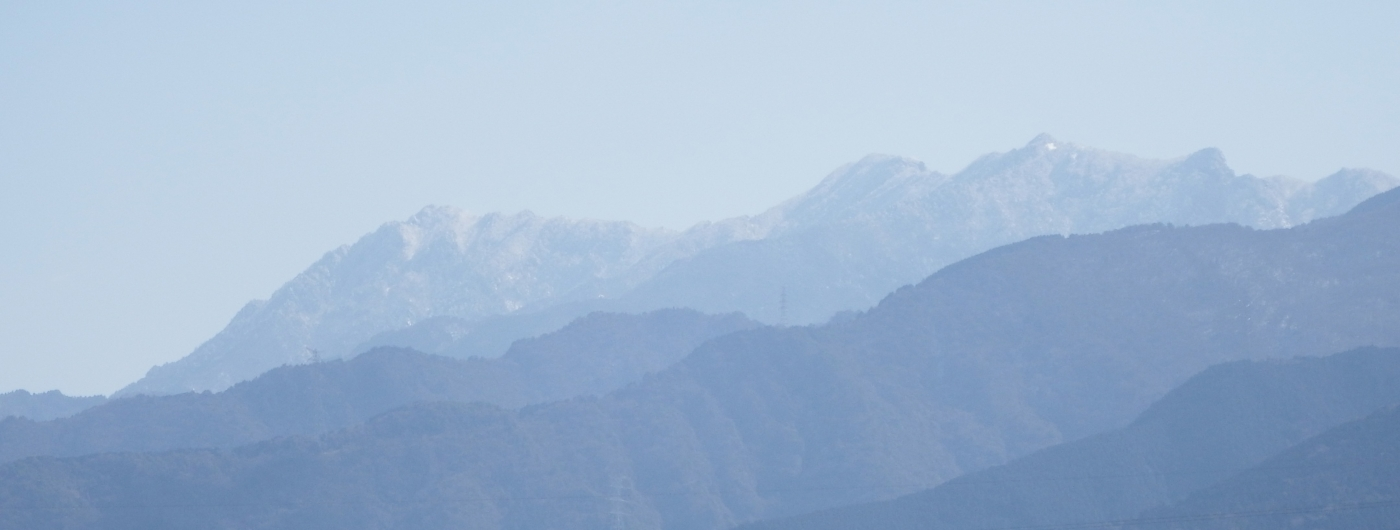
新居浜駅付近から（雪のある左側）
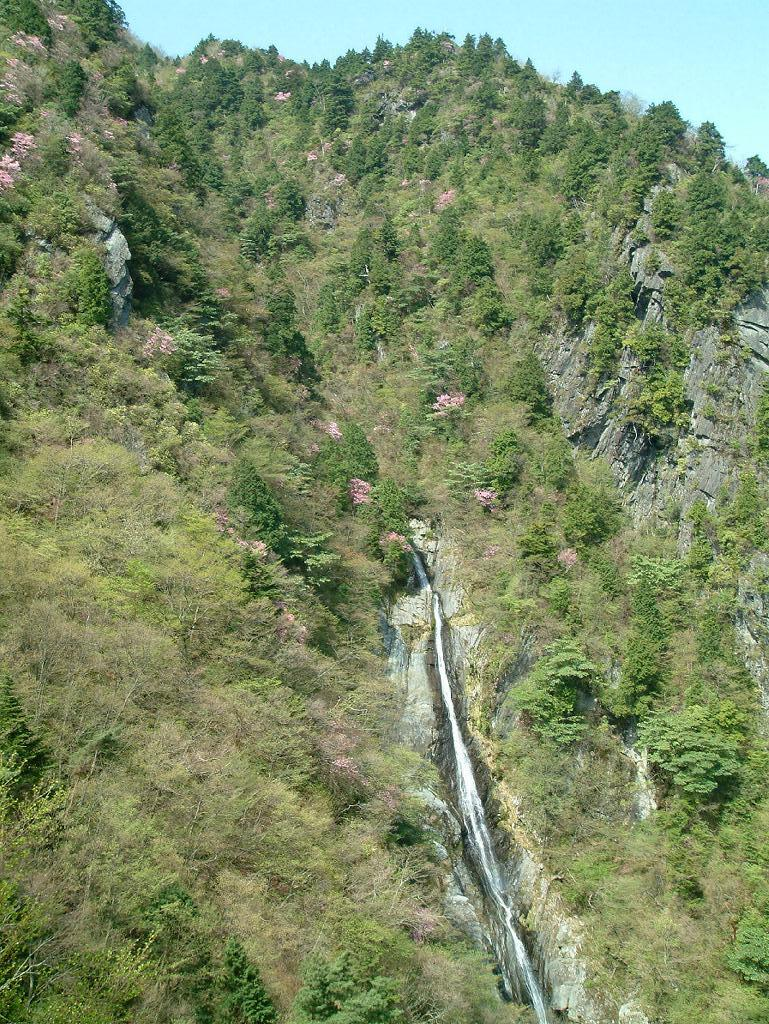
敬天ノ滝
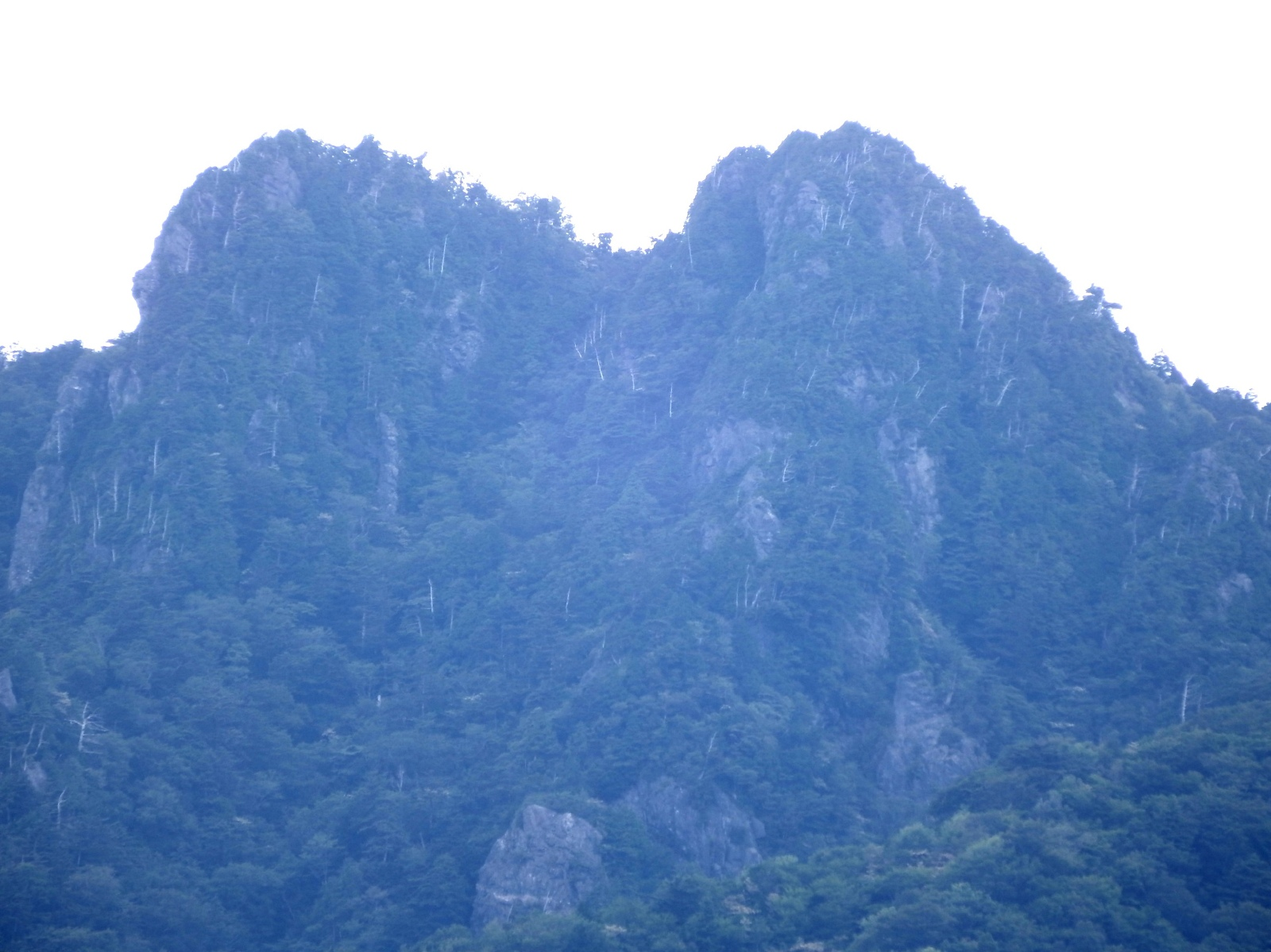
南側より山頂部
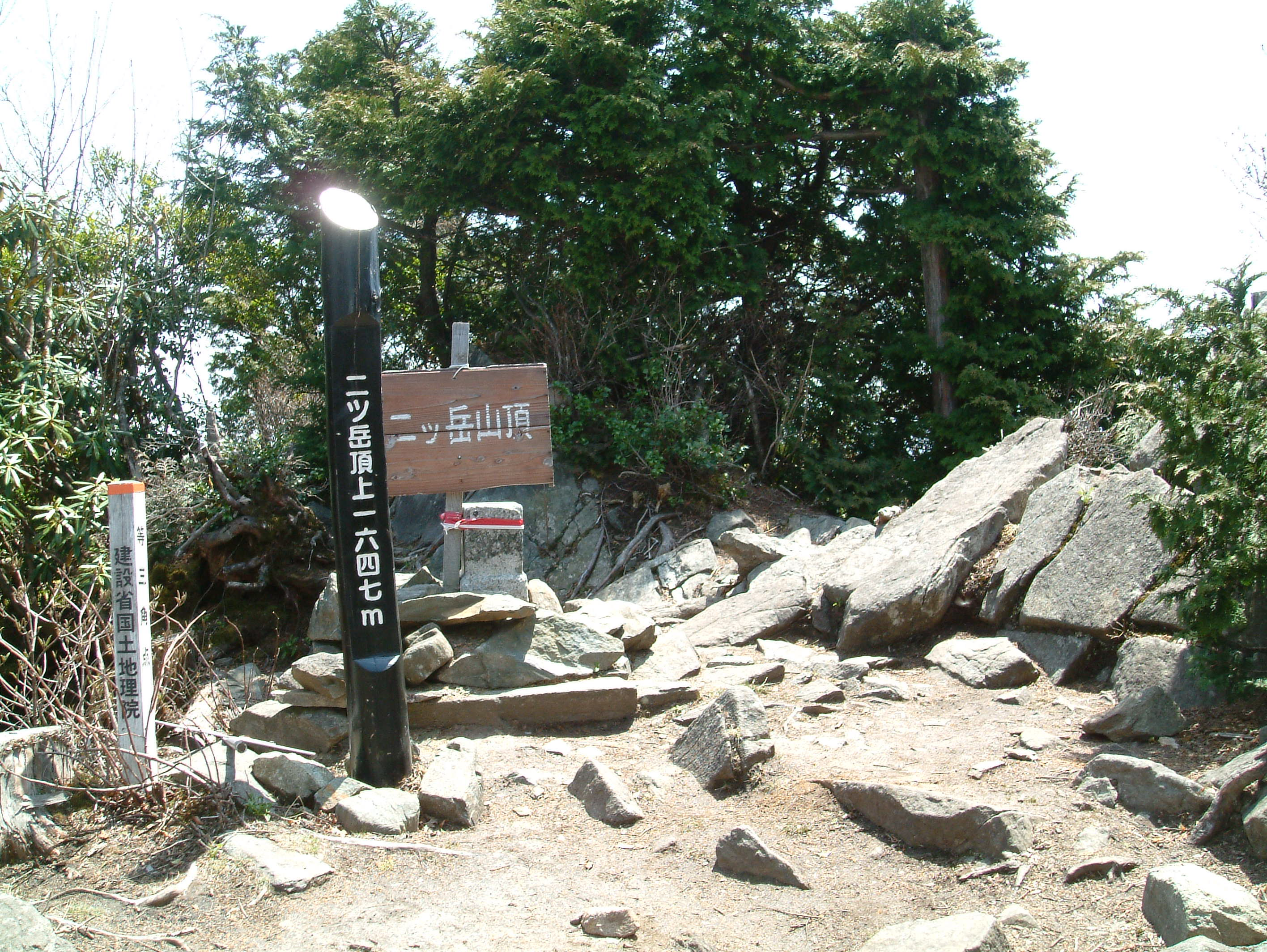
頂上